# Тохоку (град)
 Тази статия е за града в префектура Аомори.  За региона в Япония на остров Хоншу вижте Тохоку.  
Тохоку (на японски: 東北町, по английската Система на Хепбърн Tōhoku) е град в район Камикита, префектура Аомори, Япония.
На 31 март 2005 г. град Камикита е слят с град Тохоку.
През 2003 г. градът има население 10 313 с гъстота 49,77 души на km2. Площта му е 207,23 km2.